# Грей, Эйлин
Эйлин Грей (9 августа 1878 — 31 октября 1976) — французская архитектор и дизайнер ирландского происхождения, пионер стиля модерн.

## Биография
Грей родилась в 1878 году в Ирландии, в семье художника, и была младшей из пяти детей. Она провела большую часть детства в Ирландии и Лондоне. Она посещала художественную школу, где училась рисованию. После смерти отца, в 1900 году Эйлин впервые посетила Париж, где в тот момент проходила всемирная выставка. Главенствующим стилем выставки в том году стал арт-нуво, и среди прочих архитекторов в экспозиции присутствовали работы Чарльза Ренни Макинтоша, которые восхитили Грей. Вскоре после этого Эйлин переехала в Париж со своими друзьями из художественной школы, Гевином и Брюсом. Там она продолжила обучение в Академии Жюлиана и Академии Коларосси. Вскоре она начала понимать, что курсы рисования не удовлетворяют её потребности.
Тогда Эйлин начала экспериментировать. Она научилась работать с эмалью, однако долгое время нигде не выставляла свои работы (впервые выставила их только когда ей было 36 лет). Также она увлекалась декорированием. В 1917 году Эйлин получила свой первый заказ как дизайнер, её наняла миллионерша Матье Леви. Процесс обустройства апартаментов мадам Леви на улице rue de Lota занял у Грей 4 года. Она сама спроектировала почти всю мебель (в том числе знаменитое кресло Bibendum), ковры и лампы, и установила на стенах лакированные панели.

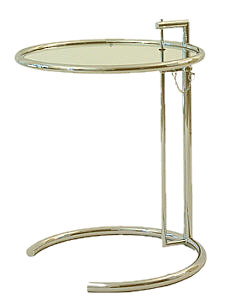
Стол E-1027, спроектированный Эйлин Грей

Дизайн кресла Bibendum стал одним из самых узнаваемых дизайнов мебели XX века.Название креслу Грей дала в честь символа кампании Michelin, надувного человечка Бибендума.
Работа на мадам Леви обеспечила Грей собственными средствами, а также принесла славу в качестве дизайнера мебели. Вскоре после этого Эйлин заинтересовалась архитектурой. Вместе с Даном Бадовичи они спроектировали дом E-1027, построенный в Рокбрюн-Кап-Мартен. Грей также сделала мебель для этого дома, в том числе стол E-1027, который наряду с креслом Bibendum входит в число её самых известных работ.
Позже, уже в одиночку, Эйлин спроектировала и построила свой собственный дом Tempe à Pailla, ставший одной из икон модернистской архитектуры. Дом и все его внутренности были организованы так, чтобы Грей было максимально удобно жить и работать, при этом она могла постоянно менять интерьер за счет многофункциональной мебели.